# Al-Hawidża
Al-Hawidża (arab. المناذرة, Al-Ḥawīǧa) – miasto w północnym Iraku, w muhafazie Kirkuk. W 2009 roku liczyło ok. 36 tys. mieszkańców.